# Польський-Сьвентув
Польський-Сьвентув (пол. Polski Świętów) — село в Польщі, у гміні Ґлухолази Ниського повіту Опольського воєводства.
Населення — 436 осіб (2011).

## Демографія
Демографічна структура станом на 31 березня 2011 року:
|          | Загалом | Допрацездатний вік | Працездатний вік | Постпрацездатний вік |
| -------- | ------- | ------------------ | ---------------- | -------------------- |
| Чоловіки | 215     | 39                 | 163              | 13                   |
| Жінки    | 221     | 40                 | 123              | 58                   |
| Разом    | 436     | 79                 | 286              | 71                   |